# Яблоня замечательная
Я́блоня замеча́тельная (лат. Malus spectabilis, англ. Chinese flowering crabapple) — дерево, вид рода Яблоня (Malus) семейства Розовые (Rosaceae), вид гибридного происхождения, широко культивируется в Китае, Корее и Японии в качестве декоративного растения.

## Ботаническое описание
Листопадное дерево высотой до 8 метров. Ветви красновато-коричневые, молодые побеги опушённые.
Почки также красновато-коричневые, с редким опушением.
Листья эллиптические или узкоэллиптические, длиной 5—8 см, голые (молодые листья опушены с обеих сторон). Верхушка листовой пластинки коротко заострённая, края с мелкими зубчиками. Прилистники плёнчатые, 4-6 мм длиной, узколанцетные.
Цветки в бутоне розовые, после распускания белые, диаметром 4—5 см, собраны в зонтиковидные щитки по 4—6 штук. Цветоножки длиной 2—3 см, опушённые. Чашелистики треугольно-яйцевидные, длиной 2—4 мм, после цветения не опадают. Время цветения: апрель — май.
Плоды диаметром около 2 см, жёлтого цвета. Созревают в августе—сентябре.

## Применение
В северных и восточных областях Китая этот вид яблони культивируется в качестве декоративного растения. Выведено несколько культурных форм, в том числе с махровыми белыми и розовыми цветками.